# Matevž Wolf
Matevž Wolf, slovenski rimskokatoliški duhovnik, prevajalec svetega pisma, * 1752, Radovljica, † 6. januar 1827, Radovljica.

## Življnje in delo
Gimnazijo, filozofijo in bogoslovje je študiral v Ljubljani in bil 1779 posvečen v duhovnika, istega leta je začel delati v vzgojnem zavodu za vzgojo duhovnikov v Gornjem Gradu, nato je bil kaplan oziroma kurat v naslednjih krajih: Griže, Podbrezje, Ig, Zgornji Tuhinj, Leše, Koprivnik in Bohinjska Bela. Župnik je bil v Horjulu (1807) in od 1813 v Kovorju. Upokojen je živel v Tomišlju in nekaterih drugih krajih nazadnje v Radovljici.
Pripadal je janzenistični skupini, ki je pripravljala t. i. Japljev prevod biblije Svetu pismu stariga (inu noviga) testamenta (1784–1802). Ko je bil kaplan na Bohinjski Beli ga je za prevajanje pridobil J. Škrinjar. Wolf je prevedel VII. knjigo z besedili prerokov Baruha, Ezekijela in Danijela (Svetu pismu stariga tesramenta VII) ter napisal nad 60 strani dolg uvod. Prevod je izšel 1802 kot zadnji med 11-imi zvezki. Pri delu je bil bolj kot drugi mlajši sodelavci odvisen od Dalmatina, na katerega Biblijo se je tudi opiral, sicer pa pod jezikovnim vplivom V. Vodnika in J. Debevca, ki sta bila člana revizijske komisije njegovega prevoda.